# Désiré-Albert Barre
Pour les articles homonymes, voir Barre.
Ne doit pas être confondu avec Albert Barré.
Désiré-Albert Barre, Albert Barre au quotidien, né à Paris le 6 mai 1818 et mort à Paris (6e arrondissement) le 29 décembre 1878, est un peintre, dessinateur de timbre postal et médailleur français.
18e Graveur général des monnaies du 27 février 1855 à sa mort, il est le fils du médailleur Jacques-Jean Barre (1793-1855).

## Biographie
Attiré par la peinture, Désiré-Albert Barre entre à l'École des beaux-arts de Paris en 1838 et y devient l'élève de Paul Delaroche. Il s'intéresse à l'art antique et fait plusieurs voyages en Italie. Il expose des sujets bibliques au Salon de Paris de 1843 à 1851. Il obtient une médaille de 3e classe au Salon de 1846. Il a peint les fresques de la chapelle Saint-Joseph de l'église Saint-Eustache à Paris. N'ayant pu terminer les fresques qu'il avait commencées dans la chapelle des Saint-Innocents de la même église, elles l'ont été par Paul-Dominique Gourlier en 1855.
Sa carrière va changer quand son père, Jacques-Jean Barre, l'appelle en 1845 à l'hôtel des Monnaies pour le seconder. Devenu le plus proche collaborateur de son père, il devient alors difficile de différencier leurs apports respectifs, en particulier pour le projet des premiers timbres postaux français datant de 1848.
En février 1855, il succède au poste de Graveur général des monnaies à son père. Il publie son ouvrage Graveurs Généraux et particuliers des Monnaies de France, Contrôleurs Généraux des Effigies, Noms de quelques graveurs en Médailles de la Renaissance Française en 1867. Il reçoit entre 1858 et 1871 des commandes par le gouvernement vénézuélien de gravures monétaires, dont celle du profil de Simon Bolivar qui apparaît ensuite sur les pièces de monnaie de ce pays, d'abord sur le venezolano puis sur le bolivar.
En 1855, il doit reprendre les travaux de son père, notamment les gravures des timbres-poste de France bien qu'il n'apprécie pas Anatole Hulot, l'entrepreneur chargé de leur impression et spécialiste de la galvanoplastie. Pour concurrencer cette technique de reproduction des clichés nécessaires à la création des planches d'impression des timbres, Désiré-Albert Barre se lance dans des essais de frappe au balancier monétaire entre 1858 et 1859. Il produit ainsi sur la commande de la commission des Monnaies des essais au type Cérès, même si finalement, Hulot conserve son contrat en abaissant ses prix. En 1861, grâce au retard de Hulot, la technique de frappe au balancier permet néanmoins à Barre d'emporter le contrat de production des planches d'impression des premiers timbres de Grèce au type Hermès, dont il a réalisé quelques mois auparavant le dessin et le poinçon. En 1876, il fournit les mêmes travaux pour la création de deux timbres complémentaires.
Se rejetant la responsabilité des retards, les relations entre Hulot et Barre entraînent des retards dans la production de nouveaux timbres au début des années 1860. En désaccord avec le cadre de Hulot autour des nouvelles effigies laurées de Napoléon III décidées début 1861, Barre retarde la fourniture du poinçon, puis, à deux reprises pour de nouvelles valeurs, Hulot renvoie le poinçon jugé abîmé pour que Barre effectue des retouches. Les émissions s'étalent ainsi de 1862 à 1870. En août 1866, bien qu'il en ait rendu la maquette en juillet, Désiré-Albert Barre refuse désormais de graver le poinçon du nouveau timbre-poste de cinq francs. Hulot utilisera alors des copies d'anciens poinçons.
Après sa mort, son frère ainé Jean-Auguste Barre le remplace pendant l'année 1879 comme Graveur général des monnaies.
Il a reçu la décoration de deuxième classe de l'ordre de Saint-Stanislas de Russie. 

## Salons
- Saint Christophe portant le Christ, huile sur toile, Salon de 1843.
- Le Retour de l'enfant prodigue, huile sur toile, Salon de 1846.
- Plaute, huile sur toile, Salon de 1848.
- J.-J. Rousseau âgé de 16 ans est recueilli par Madame Basile, à Turin, huile sur toile, Salon de 1851.

## Galerie

Œuvres de Désiré-Albert Barre
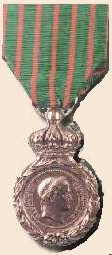
Médaille de Sainte-Hélène (1857), avers.
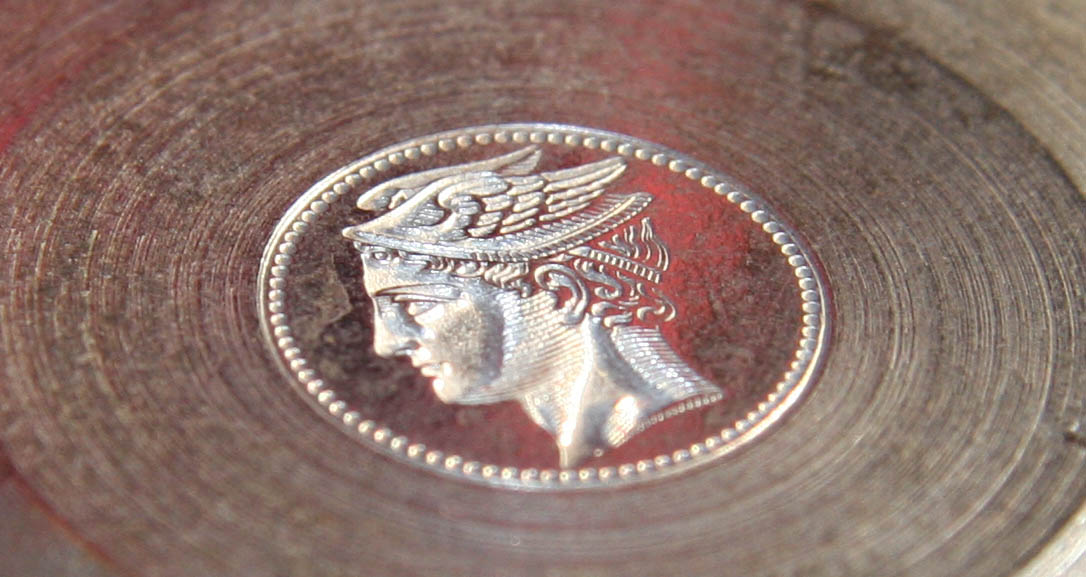
Détail du poinçon original de la grosse tête d’Hermès réalisé par Désiré-Albert Barre pour les premiers timbres de Grèce[9],[10], [collection particulière].